# Kilroy was here

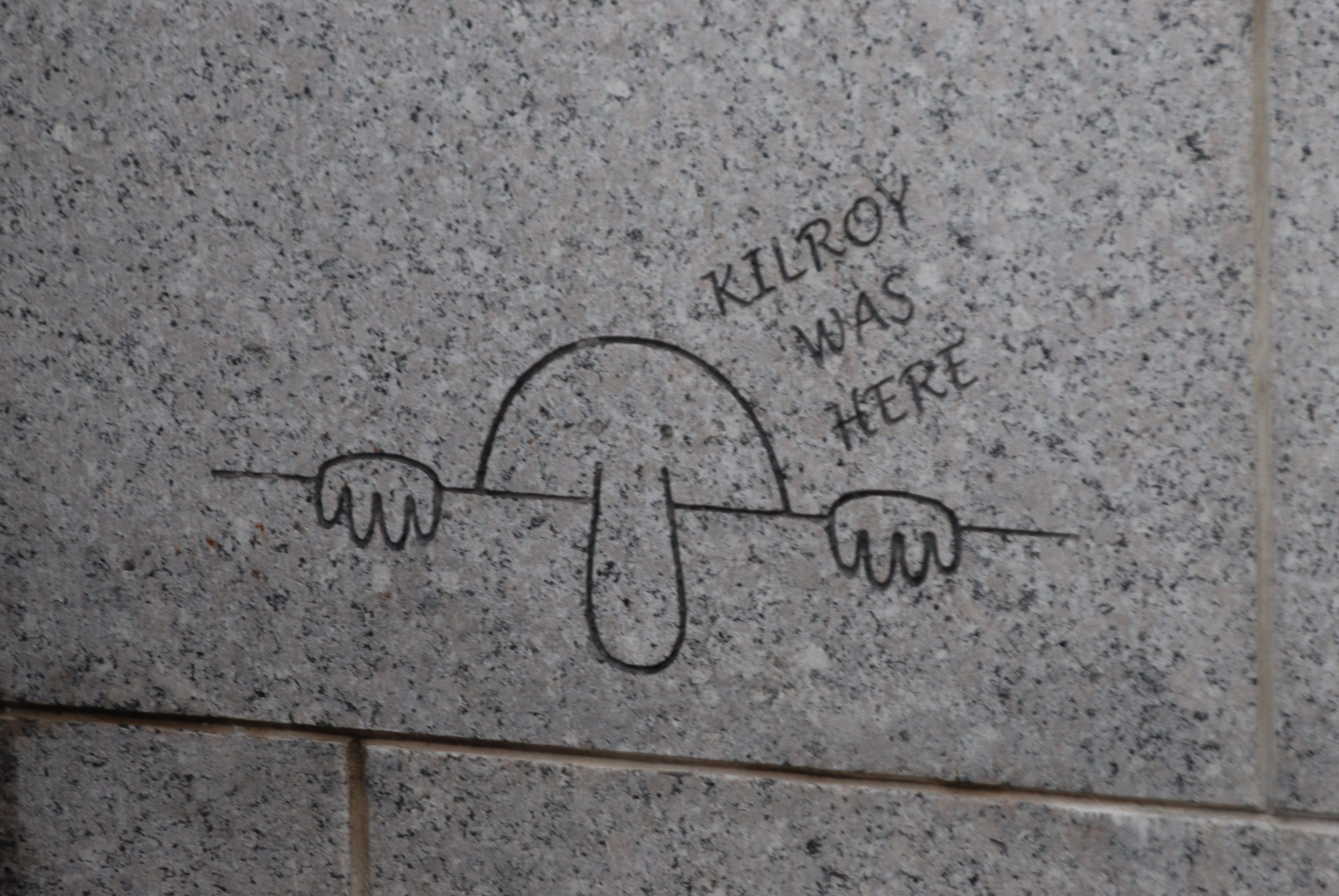

Kilroy was here (Aquí estuvo Kilroy) fue un grafiti muy popular entre los soldados aliados durante la Segunda Guerra Mundial, quienes difundieron el dibujo de una persona que mira por encima de un muro a la que acompañaba el lema Kilroy was here.

## Origen
Generalmente se suele atribuir el origen de este grafiti a James «Jim» Kilroy, un supervisor en unos astilleros en Quincy (Massachusetts) durante la Segunda Guerra Mundial. Su trabajo era revisar los remaches de las planchas de acero. Cuando acababa con una, les hacía una señal con tiza para diferenciarlas de las que no había comprobado. Sin embargo, se dio cuenta de que a veces le devolvían planchas ya revisadas, probablemente porque la marca de tiza se borraba. Esto era un inconveniente, pues cobraba en función del número de planchas que era capaz de revisar. Para solucionar el problema, cambió la manera de marcar las planchas: con pintura escribía la frase Aquí estuvo Kilroy. Lo normal era que al acabar de construir un buque la pintura aún perdurara en algunas planchas. Esos barcos se usaban para el transporte de tropas, y de esa manera el mensaje llegó a miles de soldados que se dirigían a la guerra.
Esta historia fue apoyada por otros trabajadores del astillero. Gracias a ello James Kilroy ganó un automóvil regalado por un fabricante de coches que buscó al auténtico creador de Kilroy was here, aunque algunas fuentes hacen referencia a un tranvía regalado por la Transit Company of America en 1946 y que James Kilroy instaló en el jardín de su casa como casa de juegos.

## Historias y leyendas
Existen multitud de historias y leyendas referidas al paso de Kilroy, aunque algunas de dudosa credibilidad, pero que no dejan de ser peculiares. Se ha contado incluso que ha aparecido en la cima del Monte Everest, la Estatua de la Libertad, la parte inferior del Arco del Triunfo de París, y garabateado en el polvo de la Luna.
Se cuenta que para la conferencia de Potsdam, se construyó un retrete para uso exclusivo de Truman, Stalin y Churchill. Al parecer, la primera persona que lo usó fue Stalin que, cuando salió, le preguntó a su ayudante (en ruso): «¿Quién es Kilroy?».
Los buzos de la Armada estadounidense de la UDT (Under Water Demolition), el germen de los famosos Navy Seals, fueron los primeros soldados en llegar hasta las costas de islas controladas por japoneses en el Pacífico para preparar las playas para los inminentes desembarcos de las tropas estadounidenses. En más de una ocasión, reportaron haber visto el Kilroy estuvo aquí garabateado en carteles indicadores o en fortines enemigos. Ellos, a su vez, dejaban los suyos.
La leyenda de Kilroy dio lugar a una situación, cuanto menos curiosa, en Londres, durante 1944. Una mujer de avanzada edad apareció asesinada en su piso, y la única pista que la policía encontró en el lugar del crimen fue una pintada en la pared que rezaba: Fue Kilroy. Las sospechas de la policía se centraron inmediatamente en las tropas estadounidenses que estaban establecidas en Gran Bretaña en espera del desembarco en Francia, revisando historiales médicos en busca de soldados con posibles problemas mentales. Mientras tanto, un vecino de la anciana fallecida, desequilibrado y de nombre Kilroy, no comprendía cómo la policía aún no había ido a detenerle, pues creía que el mensaje que había dejado era bastante revelador. Finalmente las autoridades se dieron cuenta de lo que sucedía y detuvieron al verdadero culpable.